# Blandine Gravina

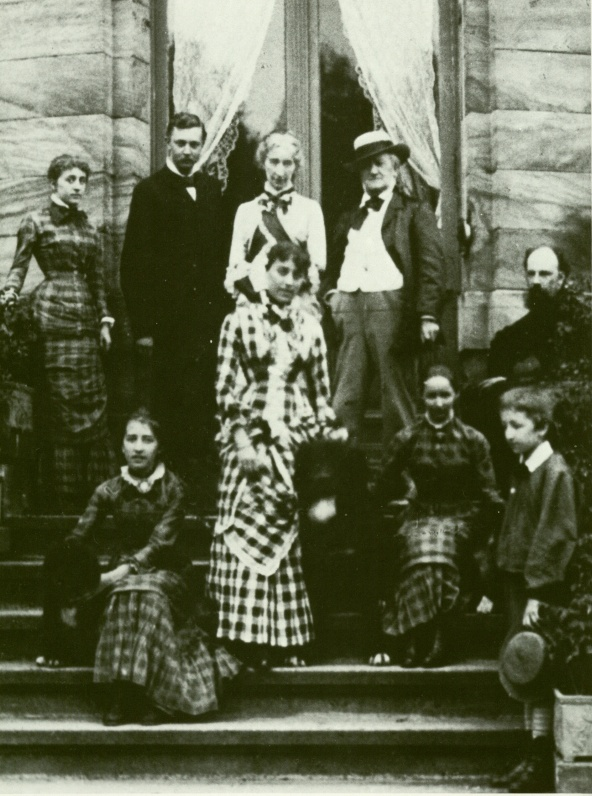
Richard Wagners Familie, August 1881
von links oben: Blandine, Heinrich von Stein (Siegfrieds Hauslehrer), Cosima, Richard, der Maler Paul von Joukowsky
unten: Isolde, Daniela, Eva, Siegfried

Blandine Gravina (* 20. März 1863 in Berlin; † 4. Dezember 1941 in Florenz; geborene Blandine Elisabeth Veronica Theresia Freiin von Bülow) war eine Tochter von Cosima Wagner und Hans von Bülow und eine Enkelin von Franz Liszt.

## Leben
Nach der Scheidung ihrer Mutter und deren Heirat mit Richard Wagner wurden Blandine und ihre Schwester Daniela in Internaten, u. a. dem Luisenstift in Niederlößnitz, erzogen.
1882 heiratete sie den Grafen Biagio Gravina, den zweiten Sohn des Fürsten di Ramacca aus Palermo. Da nicht der Gatte, sondern dessen Bruder die Ländereien und den Titel bekam und die Stellung des Gatten als Offizier der italienischen Marine nur von kurzer Dauer war, stand es um die Familie finanziell schlecht.
Der Ehe entstammten 4 Kinder:
- Manfredi Gravina (* 14. Juni 1883 in Palermo; † 19. September 1932 in Danzig) war ein italienischer Marineoffizier, Diplomat und Hoher Kommissar in der Freien Stadt Danzig (1929–1932)
- Maria Cosima Gravina (* 1886 in Palermo; † 1929), ihr zweiter Mann Egas von Wengen gab die Memoiren von Marie d’Agoult heraus
- Gilberto Gravina (* 1890 in Palermo; † 1972 in Bayreuth), Dirigent und Flötist, Mitarbeiter der Bayreuther Festspiele, im Grab seiner Tante Daniela Thode beigesetzt
- Guido Gravina (* 1896 in Palermo; † 1933)

Biagio Gravina erschoss sich 1897 in einer tiefen Depression, die Witwe übersiedelte nach Florenz. Im Jahr 1926 leitete Blandine die Versöhnung der Familien Nietzsche und Wagner ein, die durch Nietzsches letzte Schrift „Nietzsche contra Wagner“ zerstritten waren. 1933 erhielt sie die Ehrenbürgerwürde der Stadt Bayreuth. Bei den Familienstreitigkeiten der 1930er Jahre bezüglich Fragen der Aufführungen der Bayreuther Festspiele versuchte sie zu vermitteln. Sie starb 1941 in Florenz, wo sie beerdigt ist.

## Trivia
Die sizilianischen Jahre der Blandine Gravina samt ihrer Ehe mit Biagio sind Thema des 2017 erschienenen Romans Der Himmel über Palermo von Constanze Neumann.